# Nannaria cayugae
Nannaria cayugae är en mångfotingart som beskrevs av Chamberlin 1949. Nannaria cayugae ingår i släktet Nannaria och familjen Xystodesmidae. Inga underarter finns listade i Catalogue of Life.